# Homewood (Pensilvania)
Homewood es un borough ubicado en el condado de Beaver en el estado estadounidense de Pensilvania. En el año 2000 tenía una población de 147 habitantes y una densidad poblacional de 330.2 personas por km².

## Geografía
Homewood se encuentra ubicado en las coordenadas 40°48′50″N 80°19′47″O / 40.81389, -80.32972.

## Demografía
Según la Oficina del Censo en 2000 los ingresos medios por hogar en la localidad eran de $33,333 y los ingresos medios por familia eran $52,500. Los hombres tenían unos ingresos medios de $31,250 frente a los $20,357 para las mujeres. La renta per cápita para la localidad era de $34,486. Alrededor del 9% de la población estaba por debajo del umbral de pobreza.